# Tărnicioara
Tărnicioara – wieś w Rumunii, w okręgu Suczawa, w gminie Ostra. W 2011 roku liczyła 186 mieszkańców. 